# Sandgrube Seelenfeld

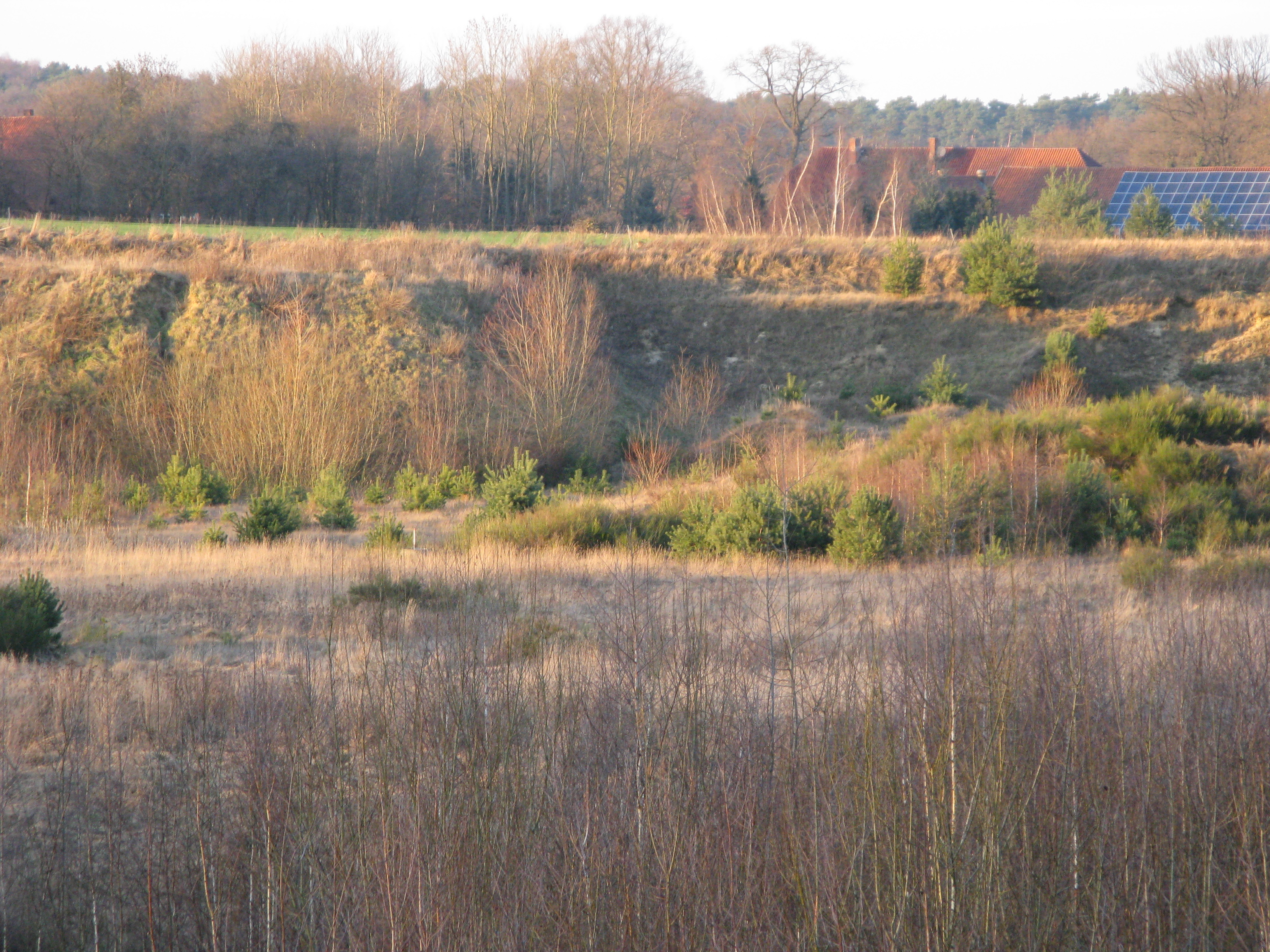
Blick in die Sandgrube

Das Naturschutzgebiet Sandgrube Seelenfeld liegt südöstlich des Stadtteiles Seelenfeld der Stadt Petershagen. Das Gebiet ist rund 10,5 ha groß und wird unter der Nummer MI-059 geführt.
Durch die Unterschutzstellung sollen sich Lebensräume auf trockenen Sandbodenstandorten erschließen. Von einer natürlichen Sukzession wird erwartet, dass sich thermophile Tier- und Pflanzenarten ansiedeln. Außerdem soll die Entwicklung von Steilwänden und von Sandböschungen beobachtet werden.
Die Sandgrube ist nicht für Spaziergänger zugänglich und auch von Wegen außerhalb aufgrund von umstehenden Bäumen und Büschen weitgehend nicht einsehbar.